# チャオモンフ (クレーター)
チャオモンフ（英: Chao Meng-Fu）は、太陽系の第一惑星である水星の南極近くのクレーターである。名前は中国の画家・趙孟頫に由来する。
直径167km、約40%は永久影中。レーダー反射率は非常に高く、水星の地殼物質であるケイ酸塩岩石ではなく、氷であると見られる。永久影の温度は約-171℃。真空中において、この温度では氷は昇華しない。だがその反射率がまだ純氷の高さに達しておらず、薄い塵が氷の上を覆っていると考えられる。
チャオモンフは、隕石や彗星の衝突によって出来たか、または水星の内部の蒸気漏れで出来たとも考えられる。そして氷でもなく、金属鉱物や混合物の可能性もある。